# Aleksander Izenschmid de Milbitz
Aleksander Izenschmid, conte di Milbitz (Kuršėnai, 20 agosto 1800 – Torino, 17 giugno 1883) è stato un militare e patriota polacco.
Prese parte alla difesa della Repubblica romana, fu generale garibaldino durante la spedizione dei Mille, per poi entrare nel Regio esercito italiano.

## Biografia
Di una nobile famiglia polacca, nel 1816 entrò a far parte di un reggimento di volontari, nel corpo della Lituania, dove, nel 1829, fu uno dei capitani più stimati dello Stato Maggiore del granduca Costantino, viceré della Lituania. Soffocata nel sangue la causa della sua patria durante la rivolta di Novembre del 1830 contro i russi, cui prese parte con il grado di tenente colonnello alla guerra russo-polacca e dove fu ferito due volte. Insieme ai resti dell'armata polacca nell'ottobre 1831 attraversò il confine prussiano e prese la via dell’esilio.
Nel 1832 fu ad Avignone e nel 1833 si arruolò nella Legione portoghese, organizzata dal generale Bema. Quindi si stabilì a Parigi, dove nel 1842-43 frequentò come esterno la Scuola di stato maggiore generale, sempre cercando sostegni per una rivolta in Lituania. 
Nel 1848 giunse in Italia, dove da Francesco Domenico Guerrazzi e da Domenico D’Apice col grado di colonnello ebbe il comando della legione polacca a Firenze. Nel mese di aprile del 1849, entrò al servizio della Repubblica romana, e prese il comando della 4ª brigata di fanteria, combattendo al fianco di Garibaldi a Velletri. Il colonnello Milbitz, promosso brigadiere generale, comandò la legione polacca a difesa della Porta Flaminia (Porta del Popolo) e della difesa di Ponte Milvio e della via per il Nord. Combatté con il generale Luigi Mezzacapo il 10 giugno in una sfortunata sortita al Gianicolo e un'altra sui monti Parioli il 15. 
Caduta la Repubblica nel luglio 1849, partì via mare per la Grecia con Giacinto Bruzzesi e i resti della legione, per partecipare alla rivoluzione ungherese, ma invano. Restò ad Atene fino al 1852 quando fu espulso dalla Grecia su richiesta dell'inviato russo. Si stabilì a Malta, dove sposò Rosa de Briffa.
Nel 1854 andò a Salonicco al fine di svolgere un qualche ruolo nella guerra di Crimea, ma ben presto ritornò a Malta.
Nel 1859 rientrò in Italia, dove cercò di arruolarsi nell'esercito sardo, ma invano. 
Appresa della spedizione dei Mille, partì per la Sicilia e, nel luglio 1860, a Palermo fu nominato da Garibaldi generale ispettore di tutto l’Esercito meridionale.
Al comando della brigata Milbitz prese parte alla battaglia di Milazzo e durante la campagna napoletana, comandante della XVI Divisione,  fu posto a difesa di Santa Maria di Capua durante la Battaglia del Volturno, nel corso della quale il 1º ottobre fu ferito.
Nel 1862 passò nel Regio esercito con il grado di maggiore generale, dove comandò anche la brigata "Aosta". 
Massone, nel 1866 successe a Ferdinando Ghersi come Sovrano gran commendatore del Supremo Consiglio del Rito scozzese antico ed accettato di Torino fino alla morte, gli succedette il conte Timoteo Riboli.
Nel 1885, due anni dopo la sua morte, la Società torinese dei reduci garibaldini ne ricordò le gesta applicando una lapide sulla casa torinese in via Montebello dove visse e morì .